# Brandan Stith
Brandan Stith (Denver, 17 november 1994) is een Amerikaans voormalig basketballer.

## Carrière
Stith speelde collegebasketbal voor de East Carolina Pirates en Old Dominion Monarchs tussen 2013 en 2018 maar moest door regels rond transfers het seizoen 2014/15 uitzitten. Zijn vader was in 2013 als assistent-coach aan de slag gegaan bij Old Dominion en in 2015 maakte ook zijn broer de overstap naar Old Dominion. Hij tekende daarna een contract bij het Belgische Leuven Bears waar hij drie seizoenen zou spelen en een vaste waarde werd. In 2021 verliet hij de club.

## Privéleven
Brandan is de zoon van voormalig basketballer en basketbalcoach Bryant Stith en zijn broer B.J. Stith was ook een basketballer.